# عدسی واگرا

عدسی واگرا

عدسی واگرا(مقعر) گونه‌ای عدسی است که نورهای موازی تابیده شده به خود را واگرا می‌کند و اگر امتداد پر توهای واگرا شده را رسم کنیم به نقطهٔ کانونی می‌رسیم و چون نقطهٔ کانونی با پرتوهای مجازی پیدا شد بنابراین این نقطهٔ کانونی بر خلاف عدسی همگرا مجازی است
دو لبه بالایی و پایینی عدسی واگرا (مقعر)، پهن‌تر و میانهٔ آن باریک‌تر است. عدسی مقعر وارونهٔ عدسی محدب کار می‌کند.
عدسی واگرا در عینک افراد نزدیک بین وجود دارد و این به این علت است که تصویر اجسام دور در جلوی شبکیه تشکیل شده و چشم فرد بزرگتر و تحدب آن زیاد تر شده‌است و عدسی واگرا به واگرایی نور رسیده به چشم باعث می‌شود تصویر روی شبکیه تشکیل شود

ویژگی‌های عدسی واگرا

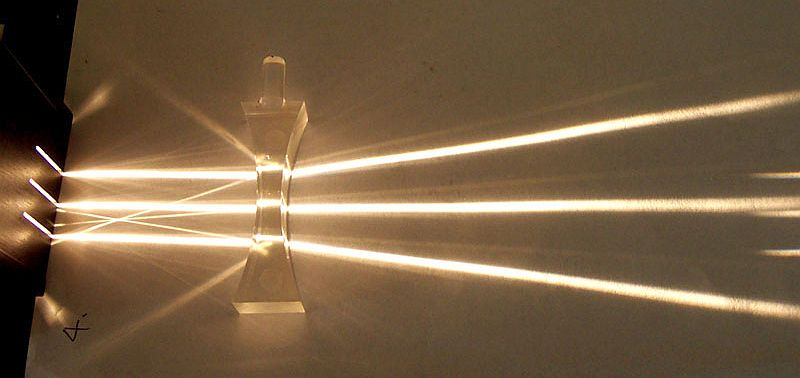
واگرایی نور در عدسی واگرای واقعی

تصویر همواره در این عدسی‌ها کوچکتر، مجازی و مستقیم است.
تصویر همواره در فاصلهٔ کانونی(f) تشکیل می‌شود و اگر جسم در بینهایت باشد تصویر در نقطهٔ کانونی تشکیل می‌شود

## جُستارهای وابسته
- عدسی همگرا
- عدسی